# 石黒英男
石黒 英男（いしぐろ ひでお、1931年 - 2010年3月）は、日本のドイツ文学者、翻訳家。中央大学名誉教授。

## 略歴
名古屋市生まれ。1954年名古屋大学文学部独文科卒業。1955年同研究生、1957年6月名城大学商学部専任講師、1963年1月日本大学理工学部専任講師、1966年中央大学商学部専任講師、1968年助教授、1973年教授、1994-1997年同人文科学研究所所長、2002年定年、名誉教授。
『新日本文学』などに拠り、左翼的立場からドイツ演劇を研究した。

## 著書
- 『ブレヒト案内 介入する思考』（績文堂出版） 2010
- 『ブレヒト討論 芸術運動のすすめ』（績文堂出版） 2012

## 翻訳
- 『何よりだめなドイツ』（エンツェンスベルガー、晶文社） 1967
- 『バール / 夜うつ太鼓 / 都会のジャングル 』（ブレヒト、晶文社） 1968
- 『三人の兵隊 - 子供の本(ブレヒト) 塹壕 他』（トゥホルスキー、学芸書林、全集・現代世界文学の発見2）  1970
- 『ダントンの死 / レオンスとレーナ / ヴォイツェク / 狂ってゆくレンツ』（河出書房新社、ゲオルク・ビューヒナー全集1） 1970
- 『意識産業』（エンツェンスベルガー、昌文社） 1970
- 『ブレヒト』（野村修共訳、晶文社、ヴァルター・ベンヤミン著作集9） 1971
- 『ブレヒトの政治・社会論』（河出書房新社、ベルトルト・ブレヒトの仕事1） 1972
- 『ブレヒトの文学・芸術論』（河出書房新社、ベルトルト・ブレヒトの仕事2） 1972
- 『ブレヒトの映画・映画論』（野村修共編、河出書房新社、ベルトルト・ブレヒトの仕事6） 1973
- 『ヨーロッパ半島』（H・M・エンツェンスベルガー、晶文社、双書・20世紀紀行） 1989.10
- 『ドイツはどこへ行く?』（H・M・エンツェンスベルガー、野村修共訳、晶文社） 1991.11
- 『転換の書 メ・ティ』（ベルトルト・ブレヒト、内藤猛共訳、績文堂出版） 2004.11

## 参考
- 『ブレヒト案内』著者紹介
- 石黒英男教授略年譜（『ドイツ文学（中央大学）』） 2002